# 利班
利班（法語：Libin，法語發音：[libɛ̃]）是比利时瓦隆大区盧森堡省讷沙托区的一个市镇，通行法语，是比利时法语社群的一部分，面积139.72平方千米，人口5,164人（2018年1月1日）。